# José-Apeles Santolaria de Puey y Cruells
 (juin 2022).
José-Apeles (Alexandre Martin) Santolaria de Puey y Cruells (Barcelone, 29 juillet 1966) est un présentateur de télévision, journaliste, écrivain, avocat et prêtre catholique espagnol.

## Biographie
Il a suivi ses études à l'Université pontificale grégorienne, à l'École diplomatique espagnole (es) et a l'Université de Barcelone et il a obtenu les degrés en droit, droit canonique, géographie et histoire, criminologie, sciences politiques et relations internationales.

## Ouvrages
- (es) El Papa ha muerto ¡Viva el Papa!, Barcelone, Editorial Plaza & Janés, coll. « Historia viva », 1997 (1re éd. 1997), 313 p. (ISBN 84-01-55004-1 et 978-84-01-55004-1, lire en ligne).
- (es) El Papa ha muerto ¡Viva el Papa!  (préf. Cardinal Alfons Maria Stickler, S.D.B., Préfet émérite de la Bibliothèque apostolique vaticane et les Archives apostoliques du Vatican), Barcelone, Ediciones Áltera, 2005 (1re éd. 2005), 293 p. (ISBN 84-89779-66-X et 978-84-89779-66-2, lire en ligne).
- (es) El Papa ha muerto ¡Viva el Papa!, Barcelone, Edizioni Piemme (it), 2001 (1re éd. 2001), 336 p. (ISBN 88-384-4860-4, lire en ligne).
- (es) El Papa ha muerto ¡Viva el Papa!, Barcelone, Editorial Plaza & Janés (es), coll. « Historia viva », 1999 (1re éd. 1999), 291 p. (ISBN 84-01-54049-6 et 978-84-01-54049-3, lire en ligne).
- (es) El Papa ha muerto ¡Viva el Papa!, Barcelone, Edizioni Piemme (it), 2004 (1re éd. 2004), 314 p. (ISBN 978-88-384-6496-6, lire en ligne).
- (es) Relaciones jurídicas internacionales de la Soberana Orden de San Juan de Malta, Madrid, École diplomatique espagnole (es), 1997 (1re éd. 1997), 90 p..
- (it) Annuario Diocesano 2017. Arcidiocesi di Ferrara-Comacchio : Indicatore ecclesiastico per l'anno 2017. Stato del Clero e delle Parrocchie, Ferrare, Archidiocèse de Ferrare-Comacchio, 2017 (1re éd. 2017), 933 p..

## Distinctions
- Ordre souverain militaire et hospitalier de Saint-Jean de Jérusalem, de Rhodes et de Malte (  9 mai 1994)
- Ordre équestre du Saint-Sépulcre de Jérusalem (  21 octobre 2017)
- Ordre sacré et militaire constantinien de Saint-Georges ( 9 mai 1994)
- Ordre Teutonique (  20 novembre 2016)
- Ordre de l'Immaculée Conception de Vila Viçosa (  25 mars 2007)
- Ordre des Saints-Maurice-et-Lazare (  22 mars 2017)
- Ordre de Saint-Michel de l'Aile (pt) (  10 décembre 2005)
- Real Cofradía de Caballeros Cubicularios de Zamora (es) (  9 mai 1996)
- Ordre de Vitéz (  5 novembre 2021)
- Istituto nazionale per la guardia d'onore alle reali tombe del Pantheon (it) (  13 avril 2011)